# Larvik Cone
Der Larvik Cone ist ein 425 m hoher und markanter Geröllkegel an der Südküste Südgeorgiens. Er ragt aus der Landspitze zwischen der Newark Bay und der Jacobsen Bight auf.
Eine grobe Kartierung nahmen Teilnehmer einer britischen Südgeorgienexpedition (1954–1955) vor. Diese benannten den Berg als Larvik Peak nach der nahegelegenen Bucht Larvik. Der South Georgia Survey entschied nach einer Vermessung zwischen 1956 und 1957, dass die heute gültige Benennung dem Charakter des Berges besser entspricht.